# Cucullia santolinae
Cucullia santolinae là một loài bướm đêm thuộc họ Noctuidae. Nó được tìm thấy ở miền nam châu Âu, miền bắc Châu Phi, Thổ Nhĩ Kỳ, vùng Kavkaz và Israel.
Con trưởng thành bay từ tháng 12 đến tháng 1. Có một lứa một năm.
Ấu trùng ăn hoa và hạt của Artemisia arborea và Artemisia campestris. Host plants: larvae In the Levant they probably feed on Artemisia monosperma.